# Tytan Armiańsk
Tytan Armiańsk (ukr. Футбольний клуб «Титан» Армянськ, Futbolnyj Kłub „Tytan” Armianśk; ros. «Титан» Армянськ, krym. Titan) – ukraiński klub piłkarski z siedzibą w Armiańsku, w Republice Autonomicznej Krymu. Założony w roku 1969 jako Budiwelnyk.
W latach 2010–2014 występował w rozgrywkach ukraińskiej Pierwszej Lihi. 

## Historia
Chronologia nazw: 
- 1969–1973: Budiwelnyk Armiańsk (ukr. «Будівельник» Армянськ)
- 1973–2014: Tytan Armiańsk (ukr. «Титан» Армянськ)

Drużyna piłkarska Budiwelnyk Armiańsk została założona w 1969 roku i reprezentowała budowniczych, którzy wtedy budowali Krymski zakład pigmentacji tlenku tytanu. Drużyna już od 1964 występowała w regionalnych rozgrywkach piłkarskich, jednak bez nazwy.
W roku 1973 za inicjatywą dyrektora Krymskiego zakładu pigmentacji tlenku tytanu Wsewołoda Stepanowa drużyna zmienia nazwę na Tytan Armiańsk i od 1974 roku występowała w rozgrywkach Mistrzostw Ukraińskiej SRR spośród drużyn kultury fizycznej.
W 1977 roku zdobył Puchar Ukraińskiej SRR. Klub 12 razy zdobył mistrzostwa obwodu krymskiego (1975, 1976, 1977, 1978, 1979, 1980, 1981, 1983, 1984, 1986, 1988, 1990) oraz 9 razy Puchar obwodu krymskiego (1976, 1977, 1978, 1979, 1981, 1985, 1987, 1989, 1990).
Na początku rozrywek w niezależnej Ukrainie klub debiutował w Przejściowej Lidze. Zajął drugie miejsce co pozwoliło od sezonu 1992/93 występować w rozgrywkach Drugiej Lihi.
11 czerwca 2014 w związku z okupacją Krymu oraz niemożliwością dalszych występów klub został rozwiązany.

## Sukcesy
- 2 miejsce w Drugiej Lidze (2 x):

1996/97, 2007/08

## Trenerzy od lat 70.
...
- 01.1974–06.1975:  Eduard Fedin

...
- 07.1975–12.19??:  Herman Basow

...
- 2001–2004:  Serhij Kozłow
- 2005–06.2006:  Anatolij Borysenko
- 07.2006–08.2008:  Serhij Szewczenko
- 1.09.2008–16.05.2012:  Mykoła Fedorenko
- 16.05.2012–23.05.2012:  Serhij Kozłow (p.o.)
- 23.05.2012–7.09.2012:  Ołeksandr Hajdasz
- 7.09.2012–20.06.2013:  Ołeh Łeszczynski
- 21.06.2013–12.04.2014:  Ołeh Łutkow
- 13.04.2014–11.06.2014:  Serhij Kozłow (p.o.)

## Inne
- Tawrija Symferopol